# Basílica de São Vital (Roma)
San Vitale, cujo nome completo é Santi Vitale e Compagni Martiri in Fovea (em latim: Ss. Vitale, Valeria, Gervasio e Protasio), é uma basílica menor titular em Roma. O cardeal-presbítero do Titulus S. Vitalis é Adam Maida, arcebispo-emérito de Detroit.

## História
A basílica de São Vital foi construída em 400 e consagrada pelo papa Inocêncio I em 401-402. A dedicação a São Vital e sua família (Santa Valéria, sua esposa, e santos Gervásio e Protásio, seus filhos) data de 412. Ela já aparece como Titulus Vestinae nas atas do sínodo de 499 do papa Símaco e três presbíteros foram listados.
O edifício foi restaurado diversas vezes, sendo a mais importante delas a reconstrução pelo papa Sisto IV antes do Jubileu de 1475, e, depois disso, em 1598, 1938 e 1960. Atualmente, a igreja está localizada diversos metros abaixo do nível da rua (a via Nazionale).

## Exterior
O pórtico é a parte mais antiga da igreja, possivelmente datando do século V, embora ele também tenha sido alterado no século XVI. A inscrição, com o brasão do papa Sisto IV relembra esta restauração. O papa Pio IX construiu a escadaria que leva ao pórtico em 1859.

## Interior
A igreja tem uma única nave, com as paredes pintadas com afrescos representando cenas de martírios, entre elas o "Martírio de Santo Inácio de Antioquia", no qual o Coliseu, já em ruínas, aparece.
A abside, original do século V, está decorada com um afresco por Andrea Commodi chamado "A Ascensão ao Calvário".

## Cardeal-presbítero da Basílica de São Vital
Entre os antigos titulares estão Gennaro Cesio, nomeado em 494 pelo papa Gelásio I, e São João Fisher, martirizado em 1535 por Henrique VIII. 

## Galeria

Imagens da igreja
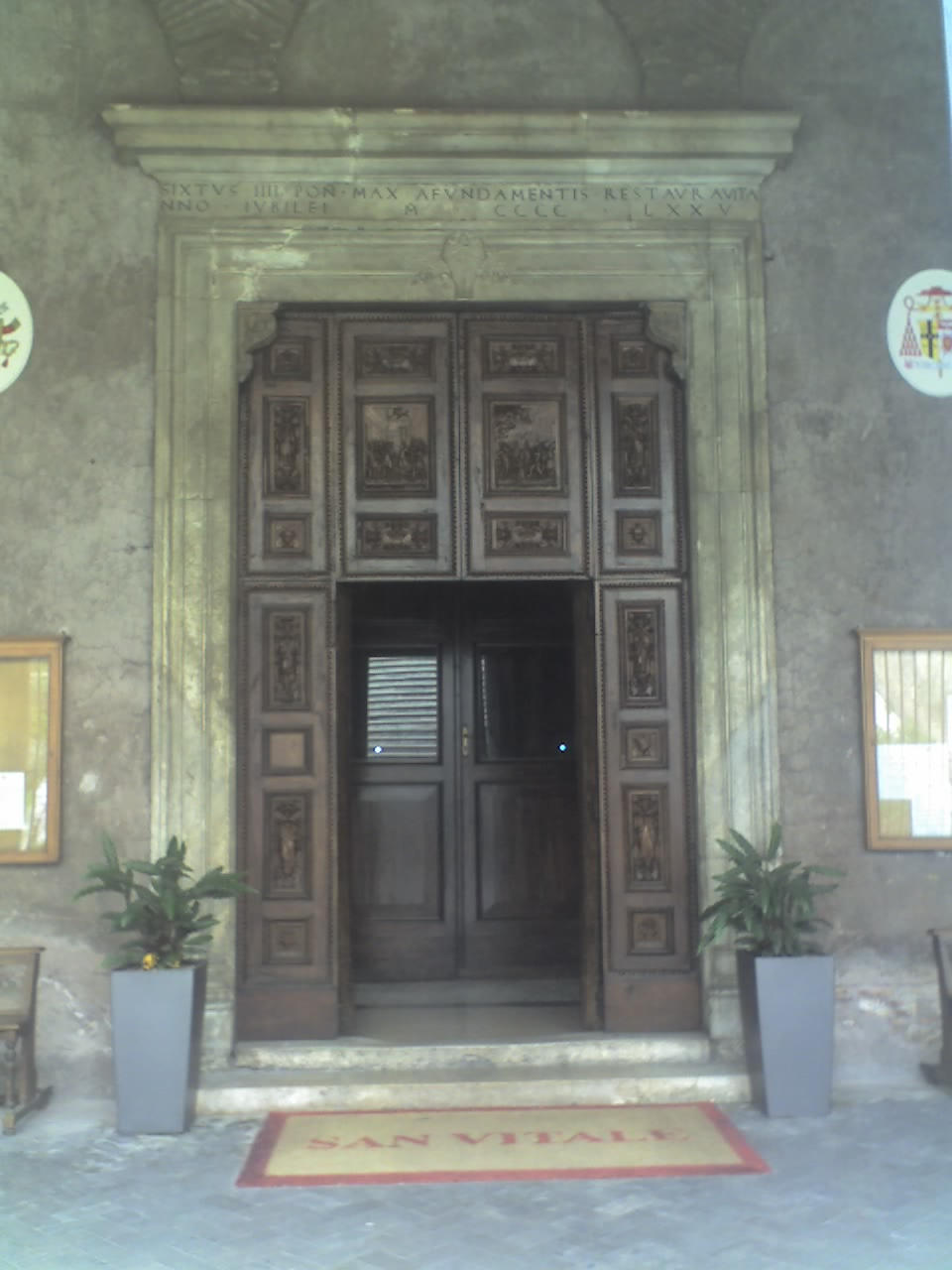
Entrada
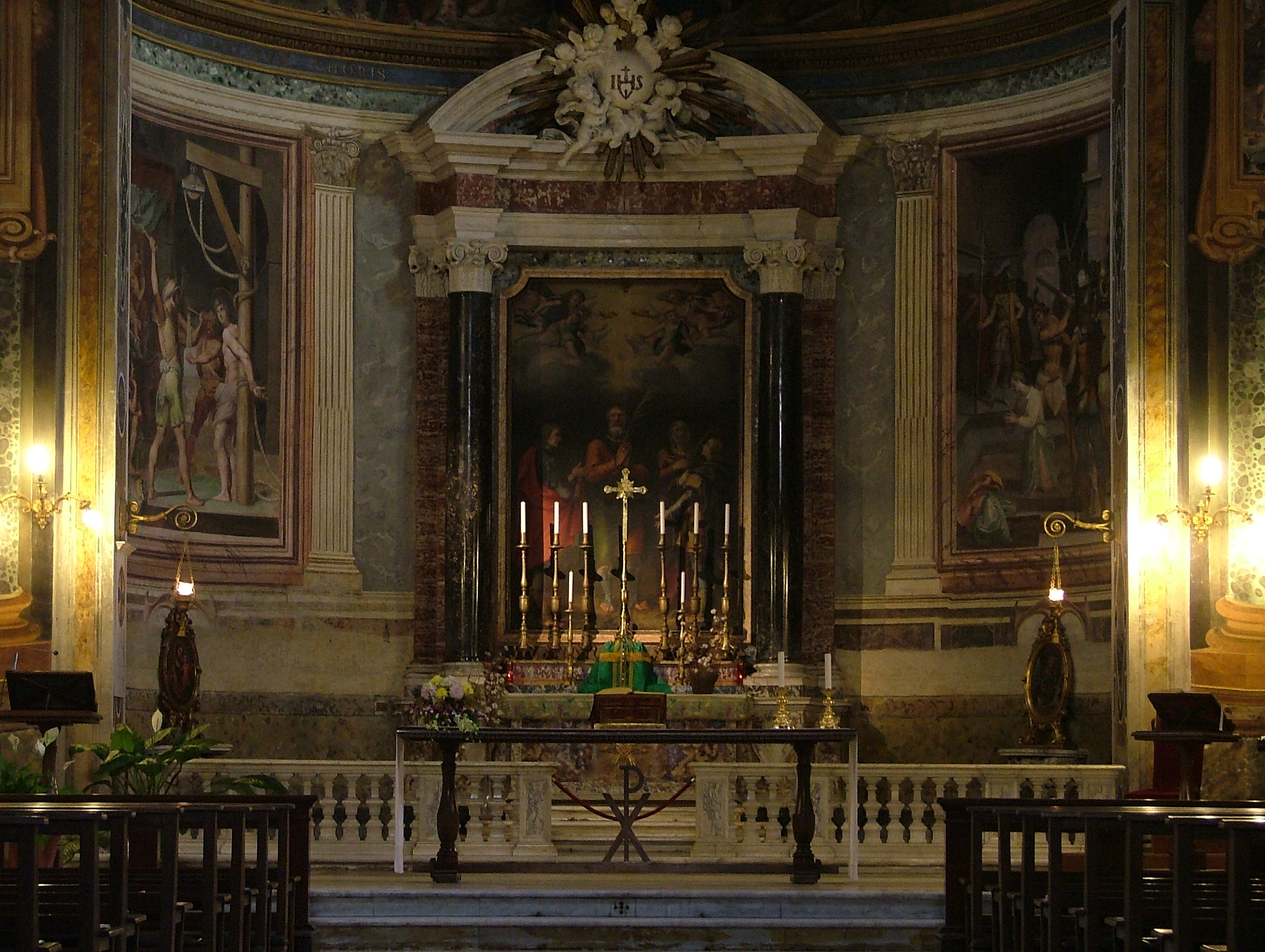
Altar-mor
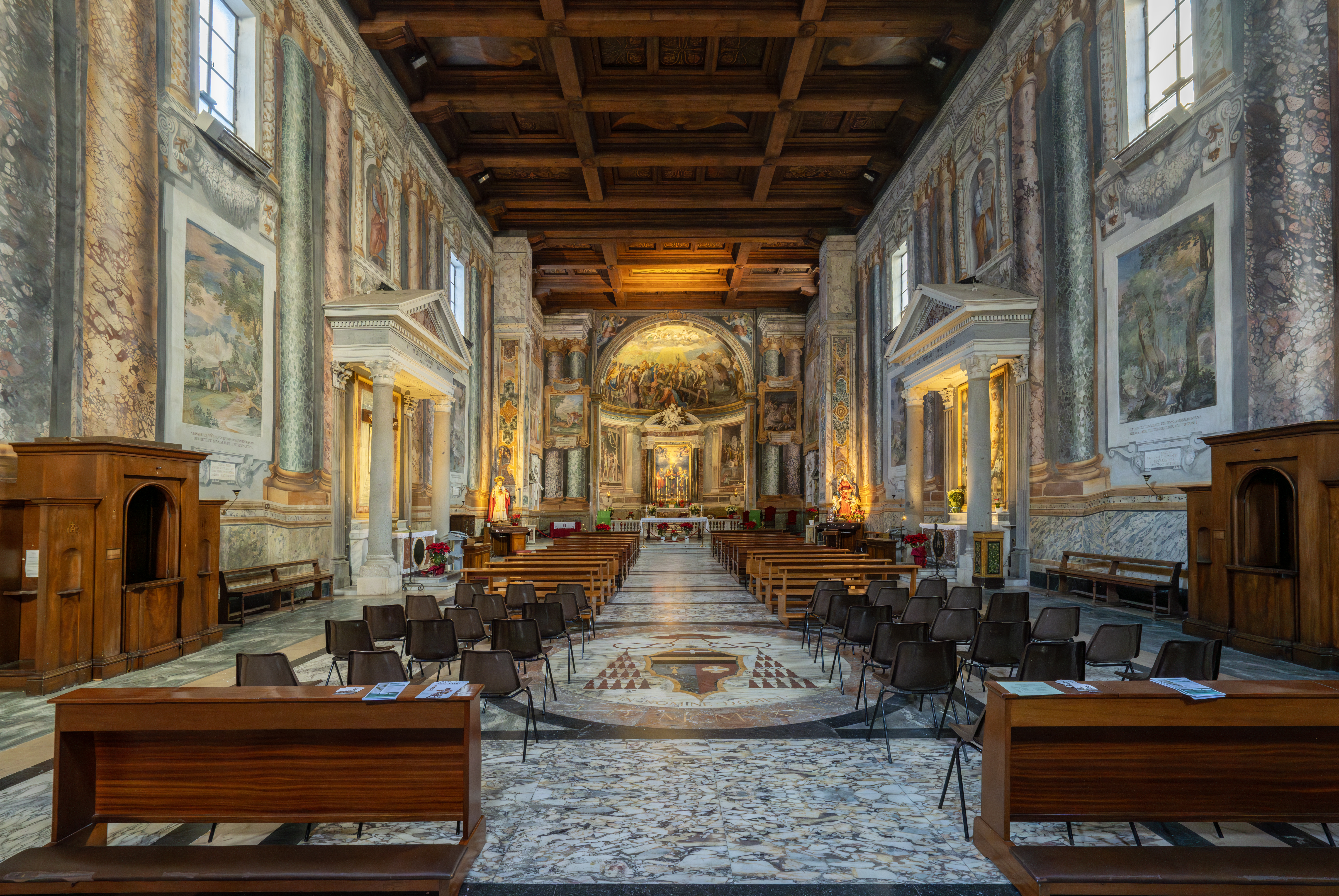
Vista do interior